# Renzo Agasso
Renzo Agasso (San Bernarde di Carmagnola, Torino, 1953.), talijanski pisac

## Životopis
Rođen je u mjestu San Bernarde di Carmagnola (Torino) 1953. godine. Oženjen je, ima troje djece, napisao je dvadeset knjiga, voli pripovijedati priče o muškarcima i ženama koji su "svjetlo svijeta" kako bi ohrabrio sebe i druge.

## Djela
Napisao više djela, od kojih se ističu:
- Martinazzoli, Muccioli, Il caso Ambrosoli (Slučaj Ambrosoli)
- Storia di calcio e d'amore - Nel nome di Niccolo (Priča o nogometu i ljubavi - u Nikolino ime)
- Elogio del somaro (Pohvala magarcu), s don Antoniom Mazzijem
- Dominique Lapierre i Il piombo e il silenzio (Olovo i tišina), sa sinom Domenicom
- Želiš probati drogu? Ne čini to sebi! (s Giorgiom Benusigliom)